# مقاطعة سان هاسينتو (تكساس)
مقاطعة سان هاسينتو (بالإنجليزية: San Jacinto  County)‏ هي إحدى المقاطعات في ولاية تكساس، الولايات المتحدة الأمريكية.